# Хайнрих VI фон Валдек
Хайнрих VI фон Валдек Железния (на немски: Heinrich VI von Waldeck, der „Eiserne“; * ок. 1340; † 16 февруари 1397 в замък Валдек) е от 1369 до 1397 г. граф на Валдек. Понеже участва в множество битки е наречен „Железния“.
Той е син на граф Ото II фон Валдек (1307 – 1369) и на първата му съпруга Матилда (Мехтхилд) фон Брауншвайг-Люнебург († 1357), дъщеря на княз Ото III от Брауншвайг-Люнебург. 
Хайнрих прави през 1356 г. поклонение в Йерусалим. След завръщането му той строи дворец Ландау, където първо живее, по-късно се мести в дворец Валдек. След женитбата му той става през 1363 г. сърегент с баща си. През 1371 г. сключва съюз с ландграф Хайнрих II фон Хесен.
Хайнрих умира от чума и е погребан в гробната капела Св. Николаус в манастир Мариентал в Нетце (днес част от град Валдек в Северен Хесен). След смъртта му графството е разделено на линията Ландау на син му Адолф и на линията Валдек на син му Хайнрих.

## Фамилия
Хайнрих VI се жени през 1363 г. за Елизабет фон Берг (ок. 1346 – сл. 1388), дъщеря на граф Герхард фон Берг и Маргарета от Равенсберг. Те имат децата:
- Хайнрих VII († сл. 1442), женен ок. 27 август 1398 г. за Маргарета фон Насау († сл. 1432)
- Адолф III (1362 – 1431), женен 1387 г. за Агнес фон Цигенхайн († 1438)
- Маргарета († 1395), омъжена пр. 28 юни 1393 г. за граф Бернхард VI фон Липе († 1415)
- Елизабет († 1423), омъжена I. сл. 1373 г. за граф Херман III фон Еверщайн-Поле († 1393/1395), II. на 25 април 1395 г. за граф Ернст VII фон Глайхен-Тона († 1414/1415)
- Ирмгард († сл. 1408), омъжена 1 февруари 1384 г. за граф Херман IV фон Еверщайн-Поле († 1413/1429)
- Мехтхилд († 1442), каноничка в Есен 1400, абатиса в манастир Хеерсе (1400 – 1410), абатиса в манастир Херфорд (1409 – 1412)
- Елизабет Млада († 1495), абатиса в манастир Кауфунген 1444.